# Храми Переяслава
Храми Переяслава — визначні архітектурні пам'ятки. В числі інших пам'яток Переяслава включені до Національного історико-етнографічного заповідника «Переяслав».

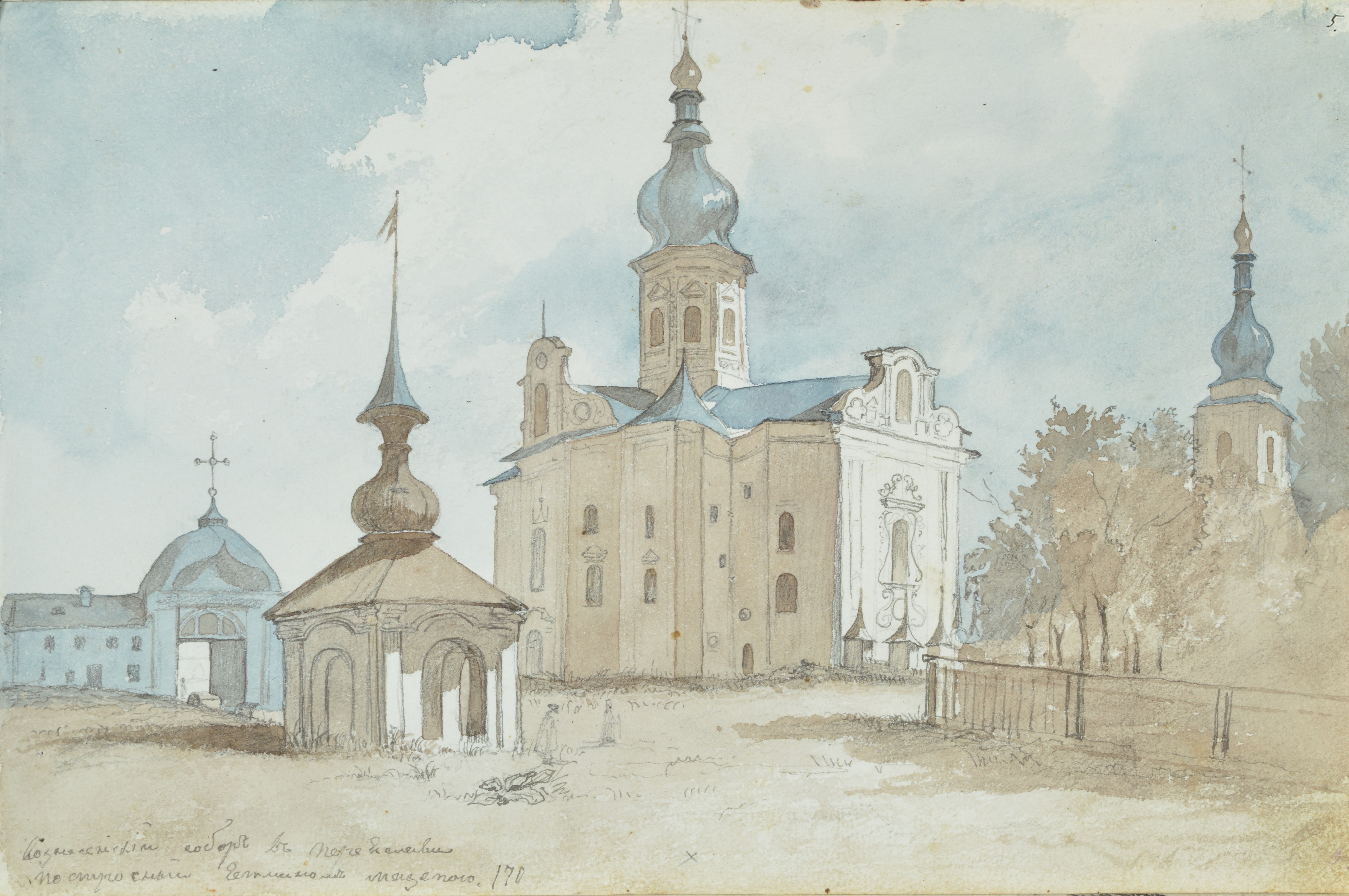
Малюнок Т. Шевченка «Вознесенський собор в Переяславі», 1845

## Вознесенський монастир (к. XVII—XVIIIст.)

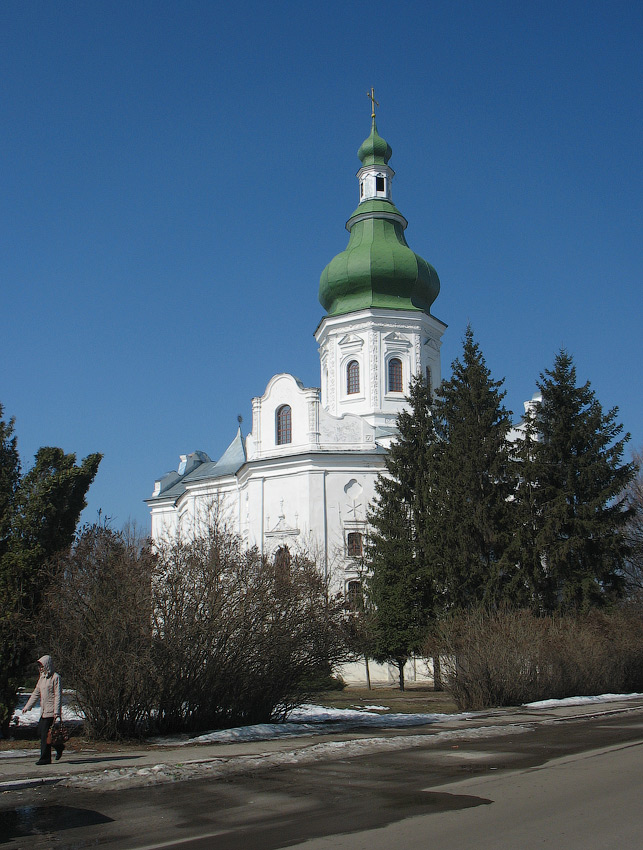
Вознесенський собор

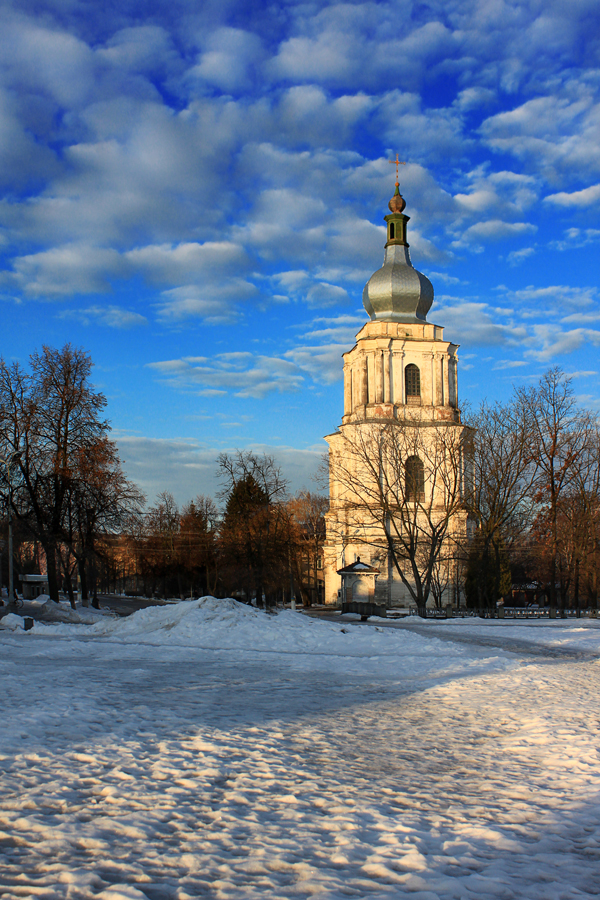
Дзвіниця

Ансамбль Вознесенського монастиря почав формуватися моменту будівництва Вознесенського собору. Собор був збудований протягом 1695—1700 рр. коштом гетьмана Івана Мазепи.
У 1738 р. на території монастиря був відкритий колегіум, який розмістився у дерев'яній будівлі. Однак у 1748 р. сталася пожежа, яка знищила всі дерев'яні будівлі монастиря. Нова цегляна споруда колегіуму постала у 1753-1757 рр. завдяки Переяславському єпископу Івану Козловичу.
Остаточно ансамбль було сформовано після будівництва дзвіниці у 1770-1776 роках. У 1782 р. до східного боку дзвіниці прибудували Варваринську церкву, але вона була знищена під час Другої світової війни. Постраждали і всі інші споруди монастиря. Їх відновлення проводилося у 1954-1964 роках.
У 1970 р. у будівлі колегіуму був відкритий музей Григорія Сковороди. У приміщенні Вознесенського собору у 1975 р. була розгорнута діорама «Битва за Дніпро». На полотні довжиною 28 і висотою 7 метрів зображено момент масової переправи радянських військ через Дніпро на Букринському плацдармі в районі Переяслава восени 1943 року.
Нині архітектурний комплекс монастиря складається з Вознесенського собору, дзвіниці і колегіуму.

### Вознесенський собор
Яскрава пам'ятка у стилі українського бароко. Цегляний, тинькований, дев'ятикамерний. Увінчує будівлю купол на дуже високому гранчастому барабані. Рамена хреста завершені високими хвилястої форми фронтонами. Стіни розчленовані пласкими розкрепованими пілястрами. Портали і ліпні обрамлення вікон і барабану купола були виконані у першій третині XVIII ст. під час ремонту.

### Дзвіниця
Вирішена у стилі українського бароко з певним впливом класицизму. Цегляна, тинькована, в плані наближається до квадрата з увігнутими сторонами, триярусна, завершена куполом. Перший ярус із арковим отвором, рустований. Яруси увінчують розкреповані карнизи. Будівлю прикрашають колони і пілястри (у другому ярусі іонічні, у третьому — коринфські).

## Михайлівський монастир

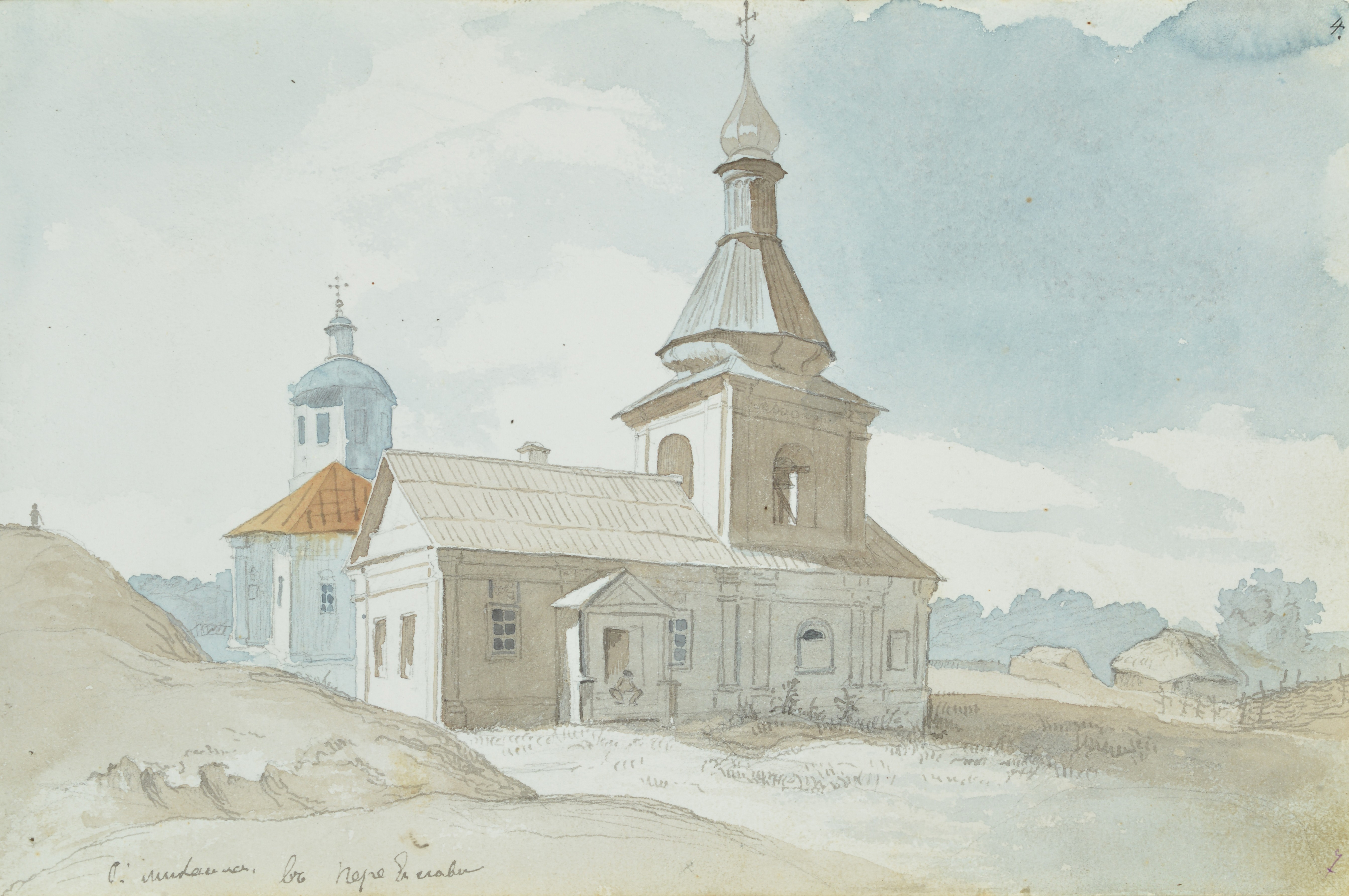
Малюнок Т. Шевченка «Михайлівський собор в Переяславі», 1845

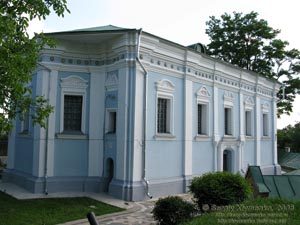
Михайлівська церква, найстаріша будівля Переяслава (1646)

На цьому місці у XI ст. існував Михайлівський собор, який був зруйнований при навалі хана Батия у 1239 р. Михайлівська церква була збудована на місці старого собору у 1646-1666 роках. У 1734 р. церква горіла, але була після цього відновлена. Дзвіниця, келії і трапезна, об'єднані в одну споруду, були збудовані у 1745 р. У 1823 р. первісний кам'яний купол Михайлівської церкви був замінений на дерев'яний.
Будівля дзвіниці, келій і трапезної постраждало під час Другої світової війни. Відреставровано у 1951-1953 роках. В будівлі розташований відділ етнографії історичного музею.

### Михайлівська церква
Михайлівська церква кам'яна, тинькована, в плані близька до тридільного типу. Видовжений прямокутний основний простір перекритий напівциркульним склепінням із розпалубками, до нього примикають гранчасті апсида і бабинець, перекриті зімкнутими склепіннями. Споруда накрита двосхилим дахом. Стіни розчленовані пілястрами, прорізані вікнами, які увінчані фронтончиками з ліпниною. По периметру церква оперізана фризом, прикрашеним керамічними розетками. В інтер'єрі збереглися розписи XVIII–XIX ст., які належать до київської школи живопису.

### Дзвіниця, келії і трапезна
Дзвіниця, келії і трапезна розташовані на схід від церкви і об'єднані в одну споруду. Будівля цегляна, тинькована, видовжене, прямокутне в плані з напівкруглою проїзною аркою і квадратним ярусом дзвіниці над нею, завершеним шатровим куполом з главкою. Накрита двосхилим дахом, приміщення перекриті циліндричним склепінням з розпалубками над вікнами. Стіни розчленовані пілястрами, оперізані ліпним орнаментальним фризом.

## Борисоглібська церква
Церква була збудована у 1839 р. у колишньому хуторі Бабачиха під Переяславом. Вона цегляна, тинькована, хрещата, склепінчаста, тринавова з прямокутними в плані пастофоріями. Увінчана напівсферичним куполом на високому циліндричному барабані. Із заходу над притвором збудована висока двоярусна дзвіниця, верхній ярус якої — відкриті на чотири боки портики тосканського ордеру. Дзвіниця завершена шпилем. Форми споруди суворі і лаконічні. Приклад пізнього класицизму з рисами провінційної архітектури.

## Успенський собор

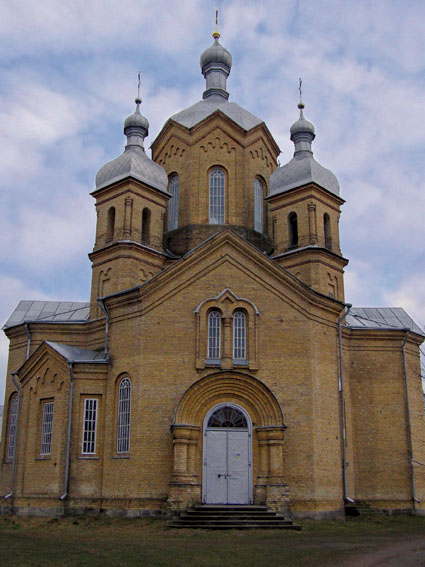
Успенський собор

Перший Успенський собор, збудований у 1596 році Костянтином Острозьким, згорів у 1655 році. На його місці в 1760 збудували великий дерев'яний храм з дев'ятьма візантійськими банями. Але в 1825 році його так переробили, що, за словами Шевченка, «неможливо дивитись на нього, а не лише малювати».
Сучасний Успенський собор збудували у 1896 році у популярному тоді «цегляному» стилі. Фасади собору вмістили у собі мотиви різностильового декору романських, готичних та візантійських споруд. За допомогою фігурної цегляної кладки будівельники створили химерні орнаменти. Архітектор собору - Володимир Ніколаєв.

## Церква Пресвятої Трійці

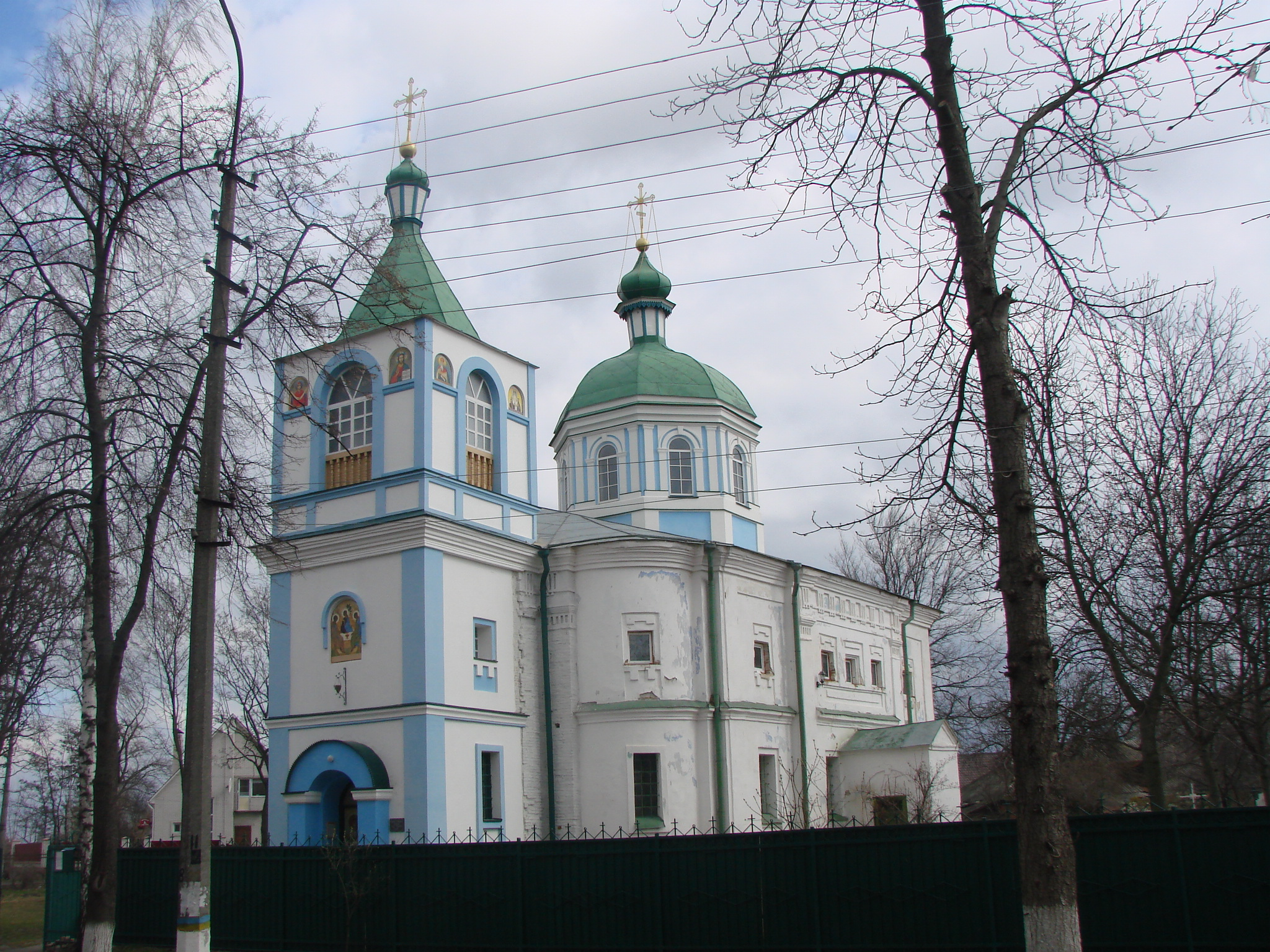
Троїцька церква (1804)

Перший дерев'яний храм на цьому місці, перехресті сучасних вулиць Шевченка та Гімназійної, було збудовано ще у XVII столітті. Ця церква була замінена 1783 року новим храмом. Ця церква згоріла 1791 року від удару блискавки.
Коштом мешканців міста було збудовано нову церкву. ЇЇ було закладено 1795 року, а завершено та освячено 1804 року. Церква має цікаву архітектуру, це елементи класицизму та стилю храмів часів Руси.
У 1860-х роках до храму було прибудовано дзвіницю, що змінило її пропорції.

## Церкви у музеї народної архітектури та побуту
На території скансену народної архітектури та побуту Середньої Наддніпрянщини поміж інших пам'яток розміщені п'ять дерев'яних церковних будівель і дзвіниця.
Церква Святого Георгія з села Андруші Переяславського полку збудована у 1768 р. на кошти сільської громади. Однобанна споруда, до якої в 30-х роках прибудовано дзвіницю. В 1845 Тарас Шевченко зобразив цю церкву на малюнку «Верби в Андрушах».
Церква Івана Богослова, побудована у 1606 р., — належить до найдавніших, найпоширеніших в Україні пам'яток козацької доби.
Церква Святої Параскеви П'ятниці  споруджена 1891 року, у 1971 році її перевезли із села, яке планували затопити через спорудження Канівського водосховища до Переяслава-Хмельницького. З 1979 року у її приміщенні розташована експозиція Музею космосу.

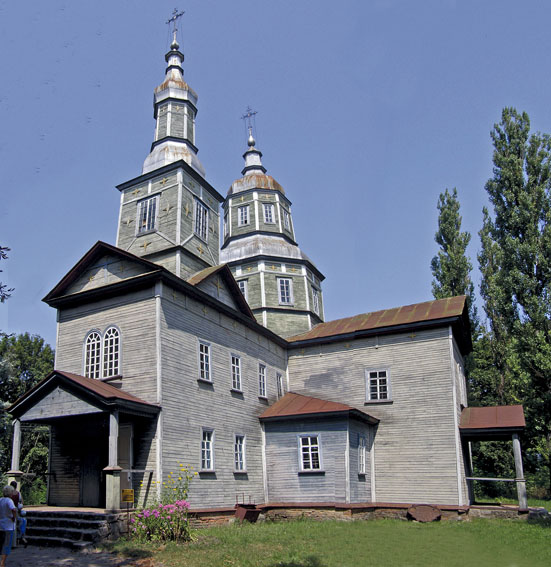
Церква святого Георгія (із села Андруші, 1768)
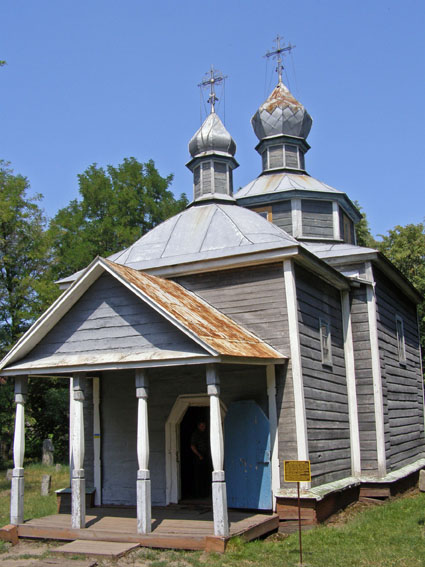
Церква Івана Богослова (із села Острійки, 1606)
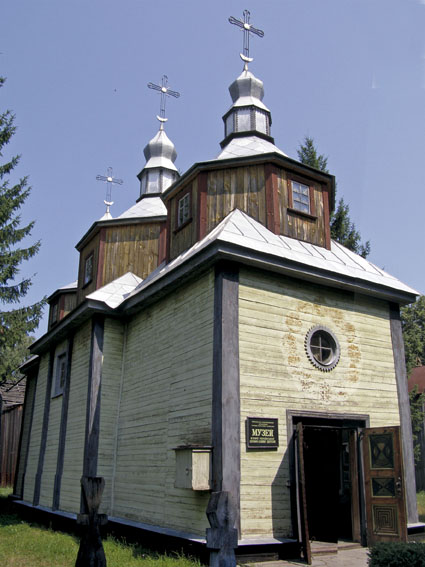
Сухоярська церква (із села Сухий Яр, 1775)
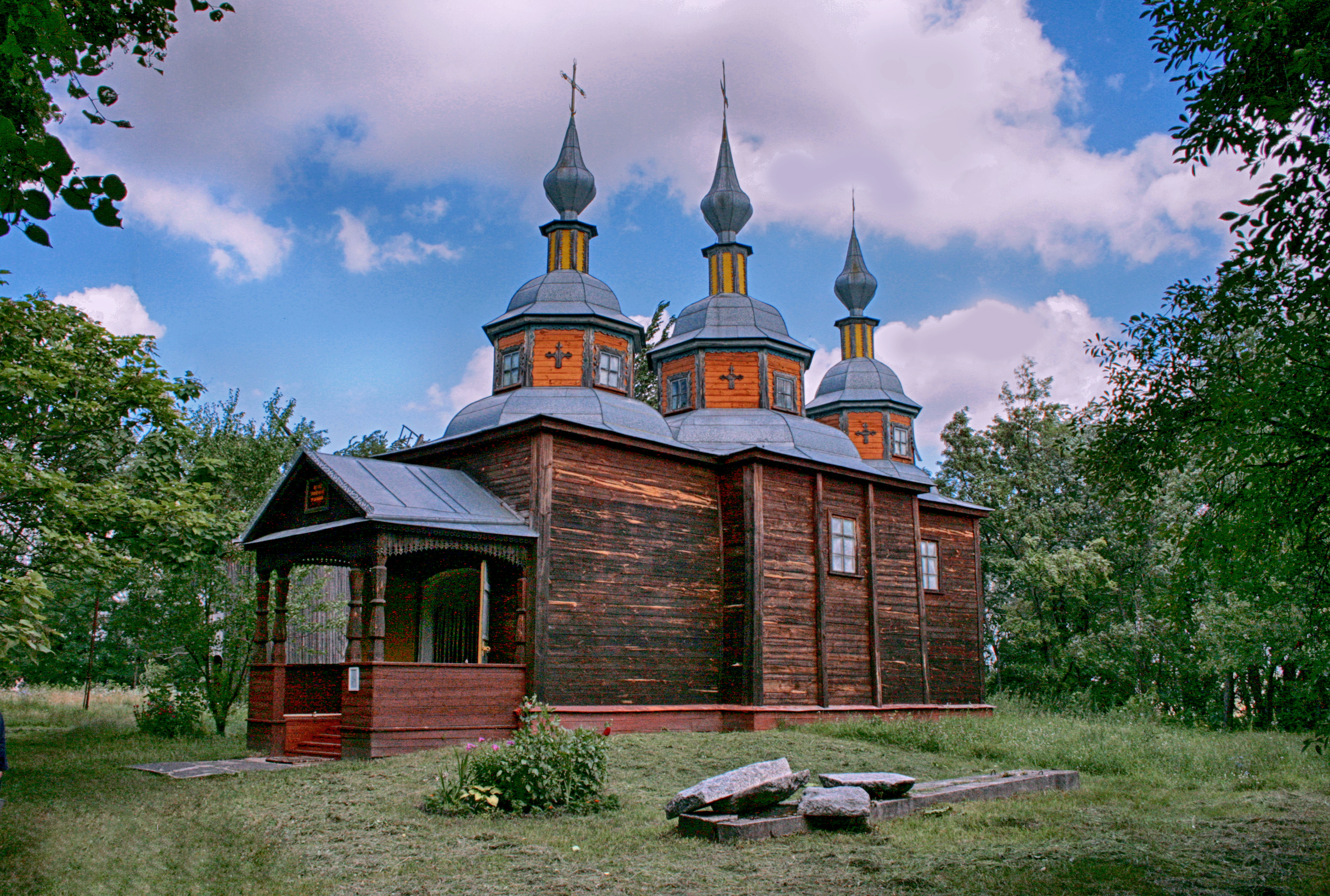
Церква із села Пищики (1651)
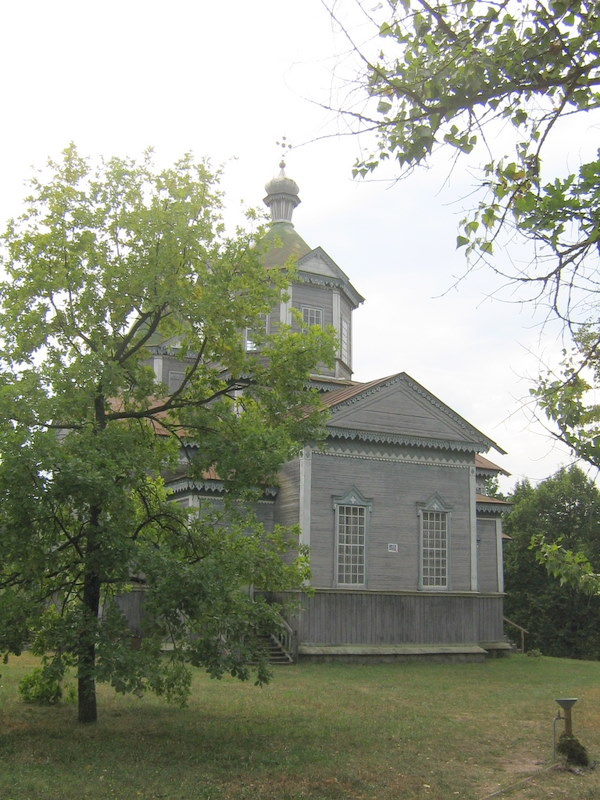
Церква святої Параскеви П'ятниці (В'юнище) (1891)

## Галерея

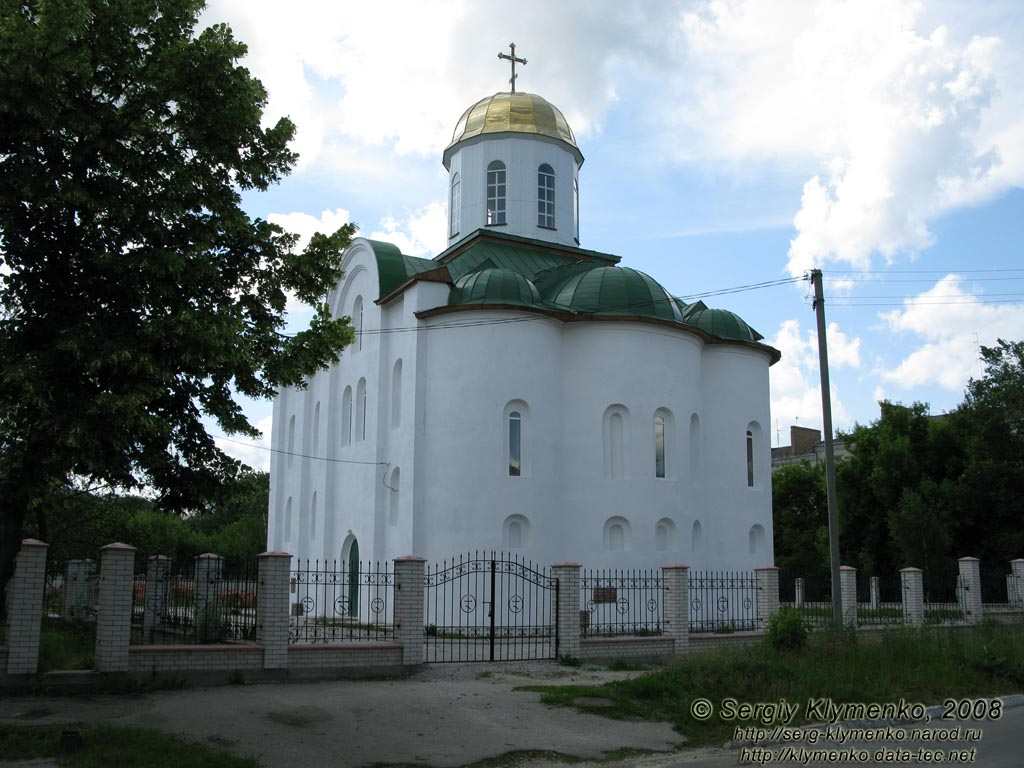
Храм Воскресіння Христового (вул. Гімназійна, 18/12)
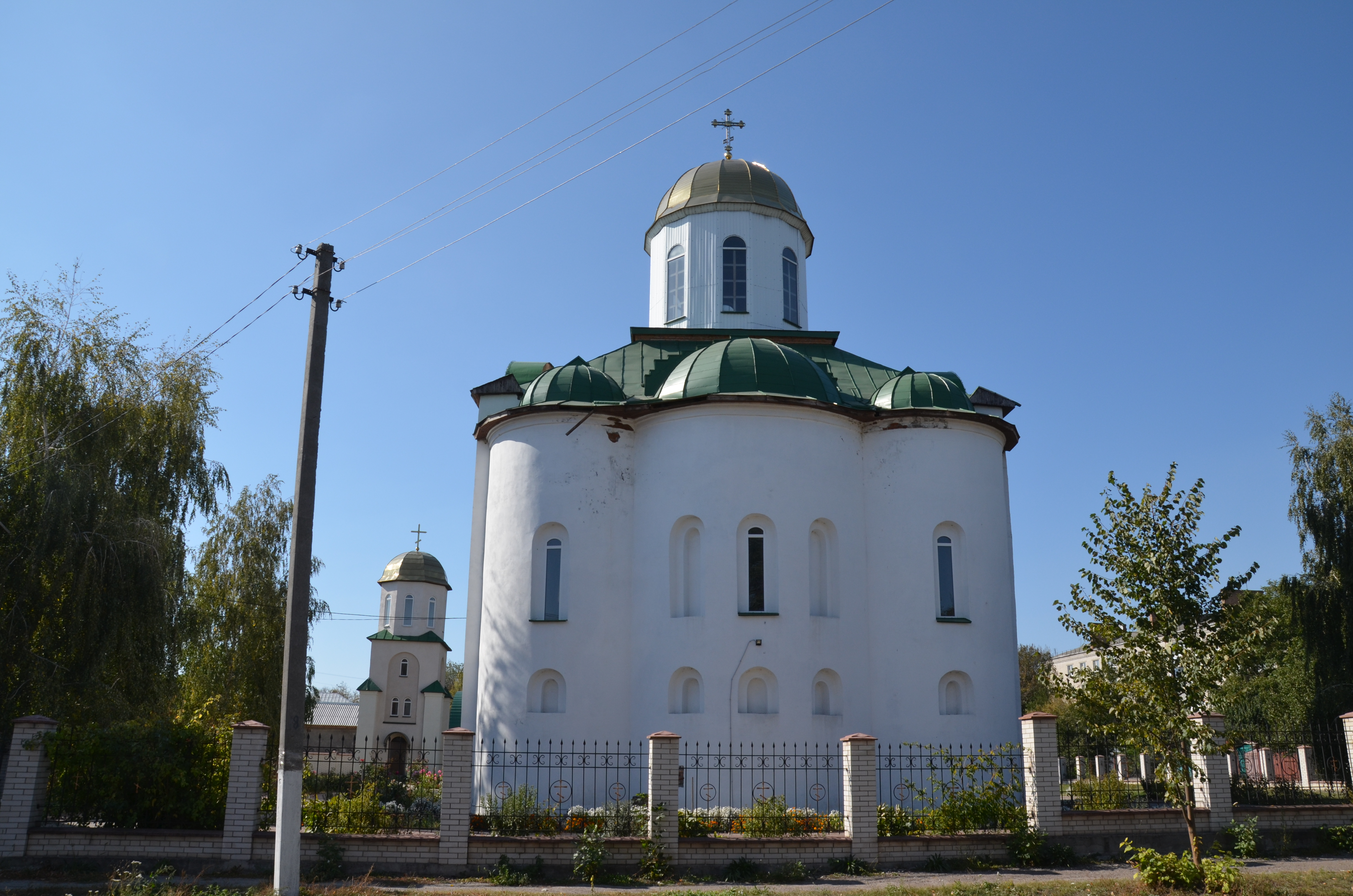
Храм Воскресіння Христового
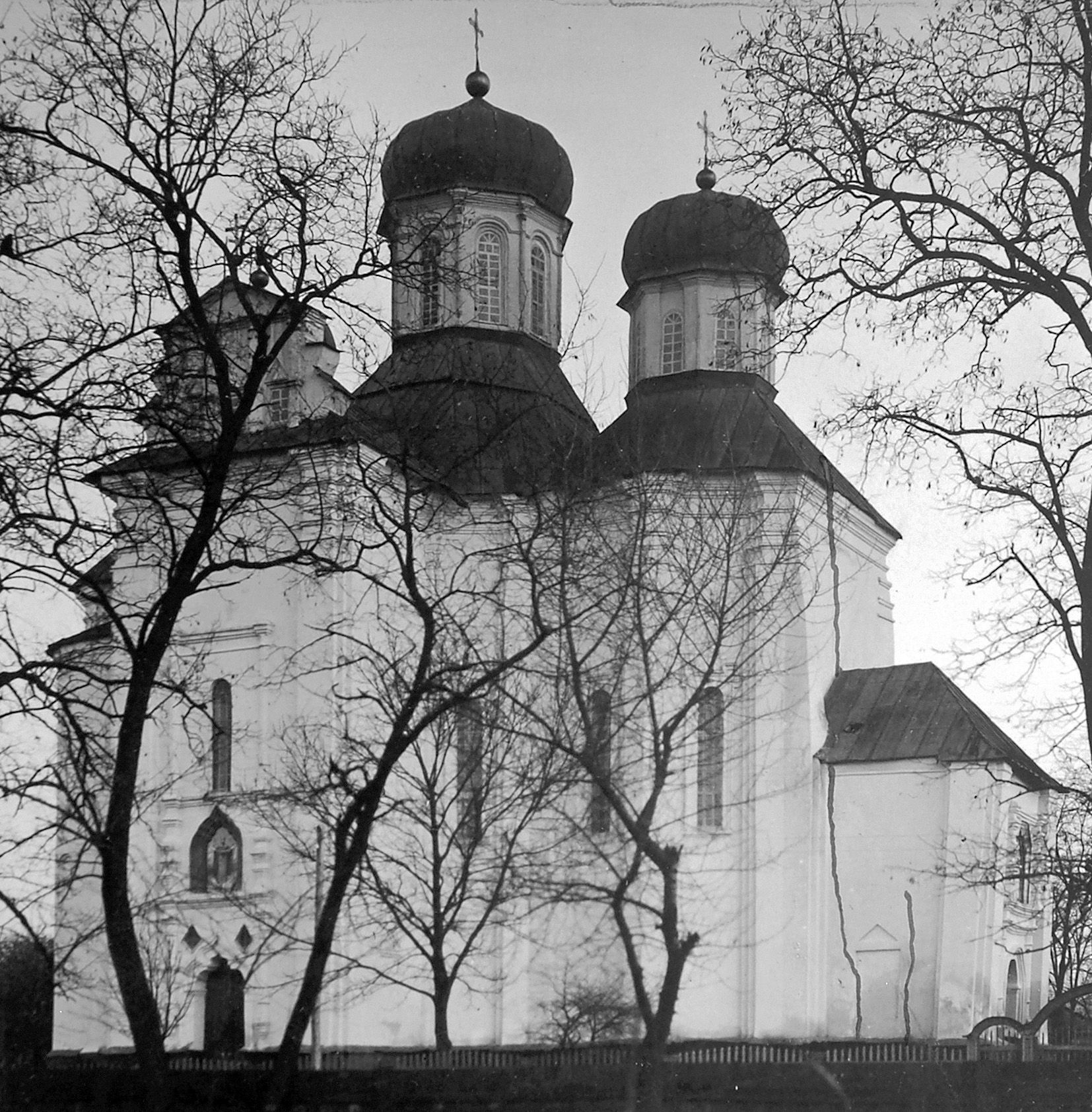
Покровська церква
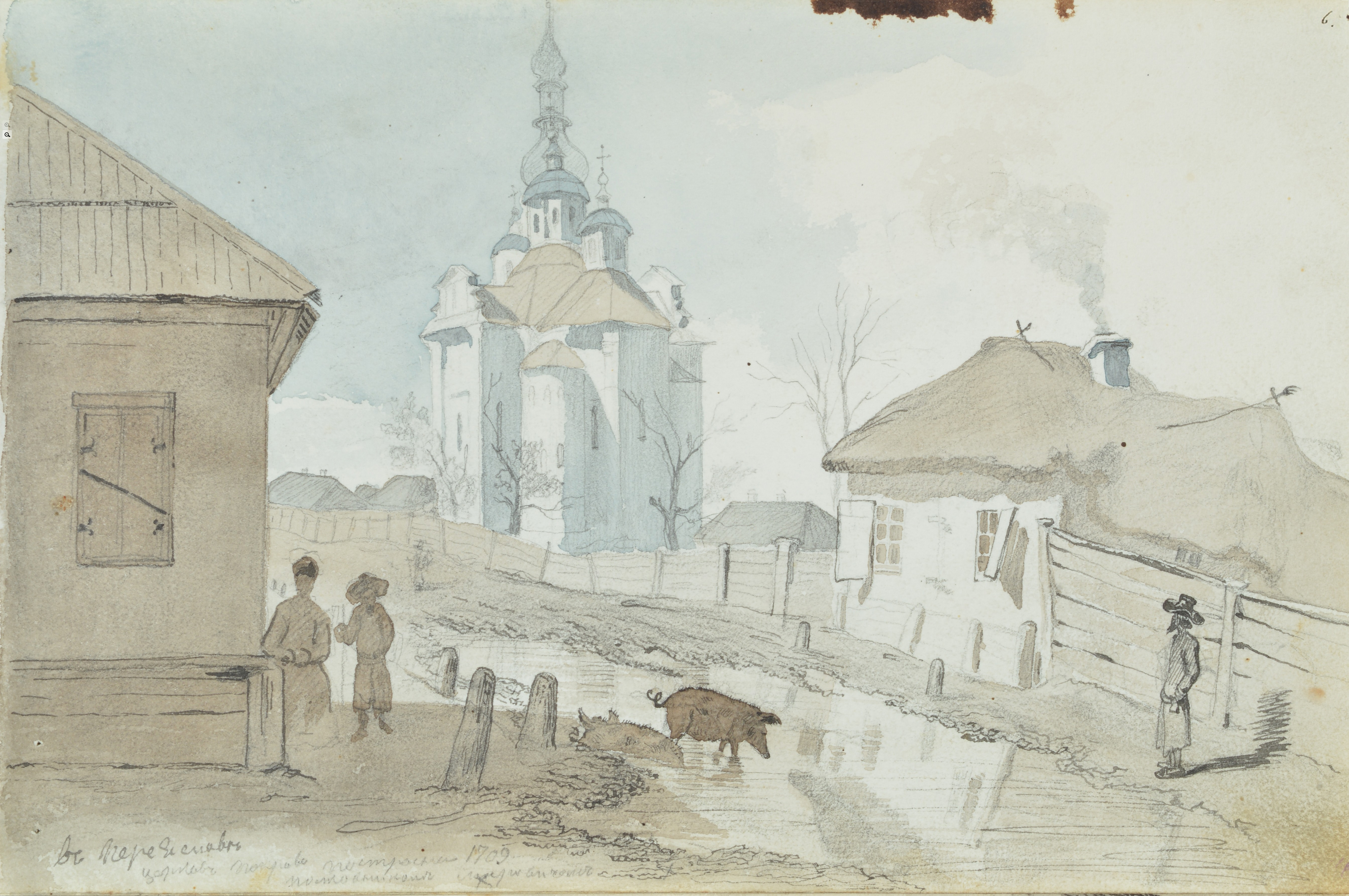
Церква Покрови в Переяславі на картині Тараса Шевченка, 1830-1847